# برنامج فينيكس

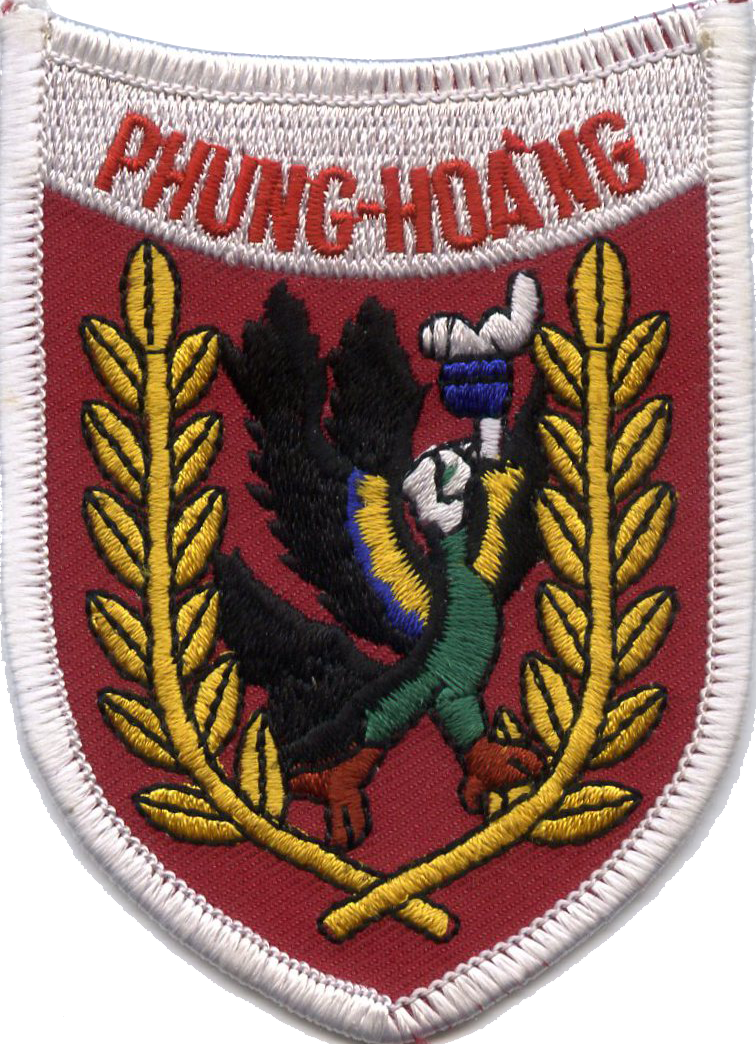
Original unissued patch

برنامج فينيكس (الإنجليزية: Phoenix Program) برنامج اطقلته وكالة المخابرات المركزية الذي أجري خلال حرب فيتنام من 1968-1972، تسبب البرنامج بقتل 26000 شخص واصابة 81،000 شخص.